# 東部ガス
- 東部ガス
- 東部瓦斯

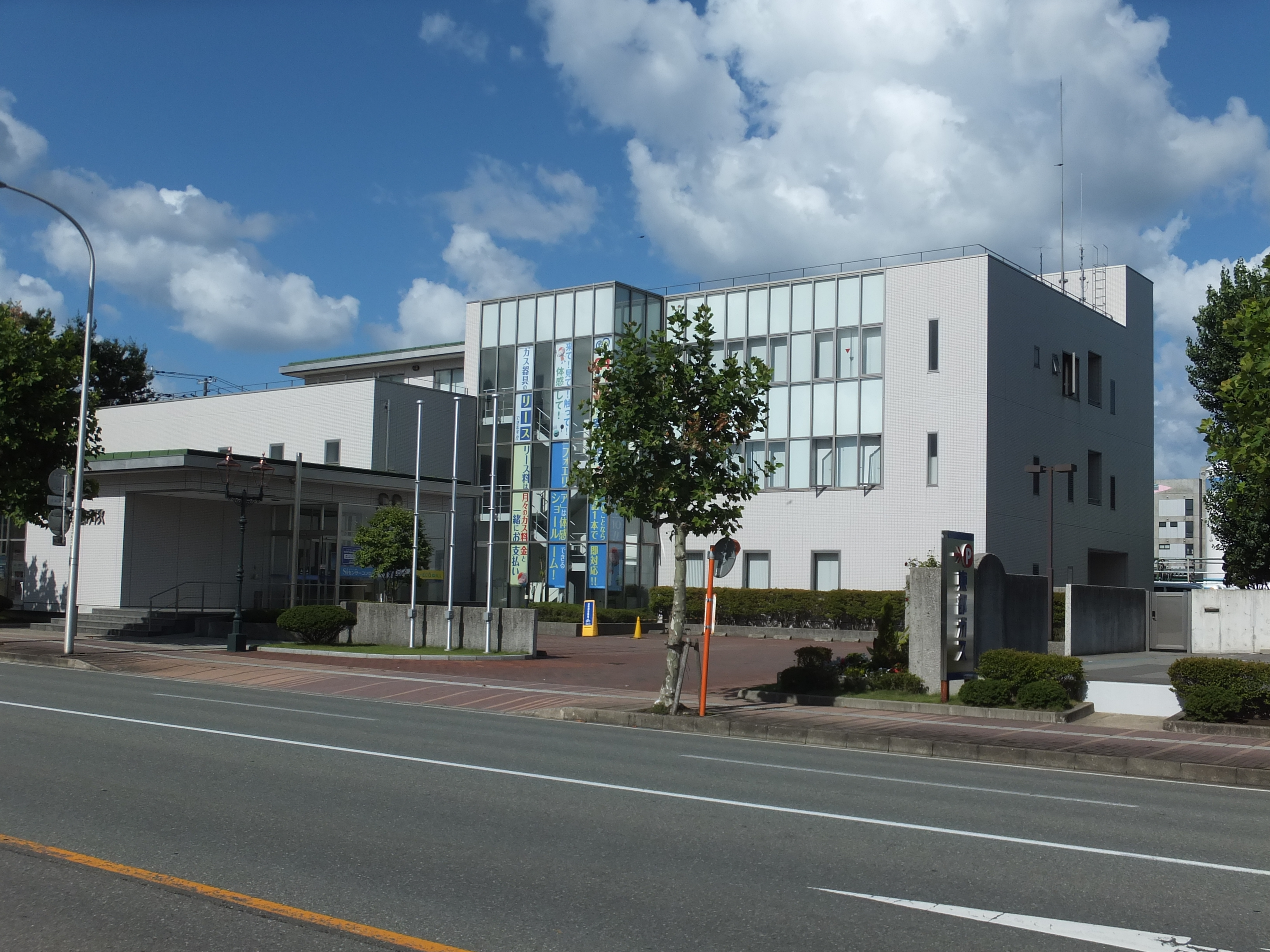
東部ガス秋田支社

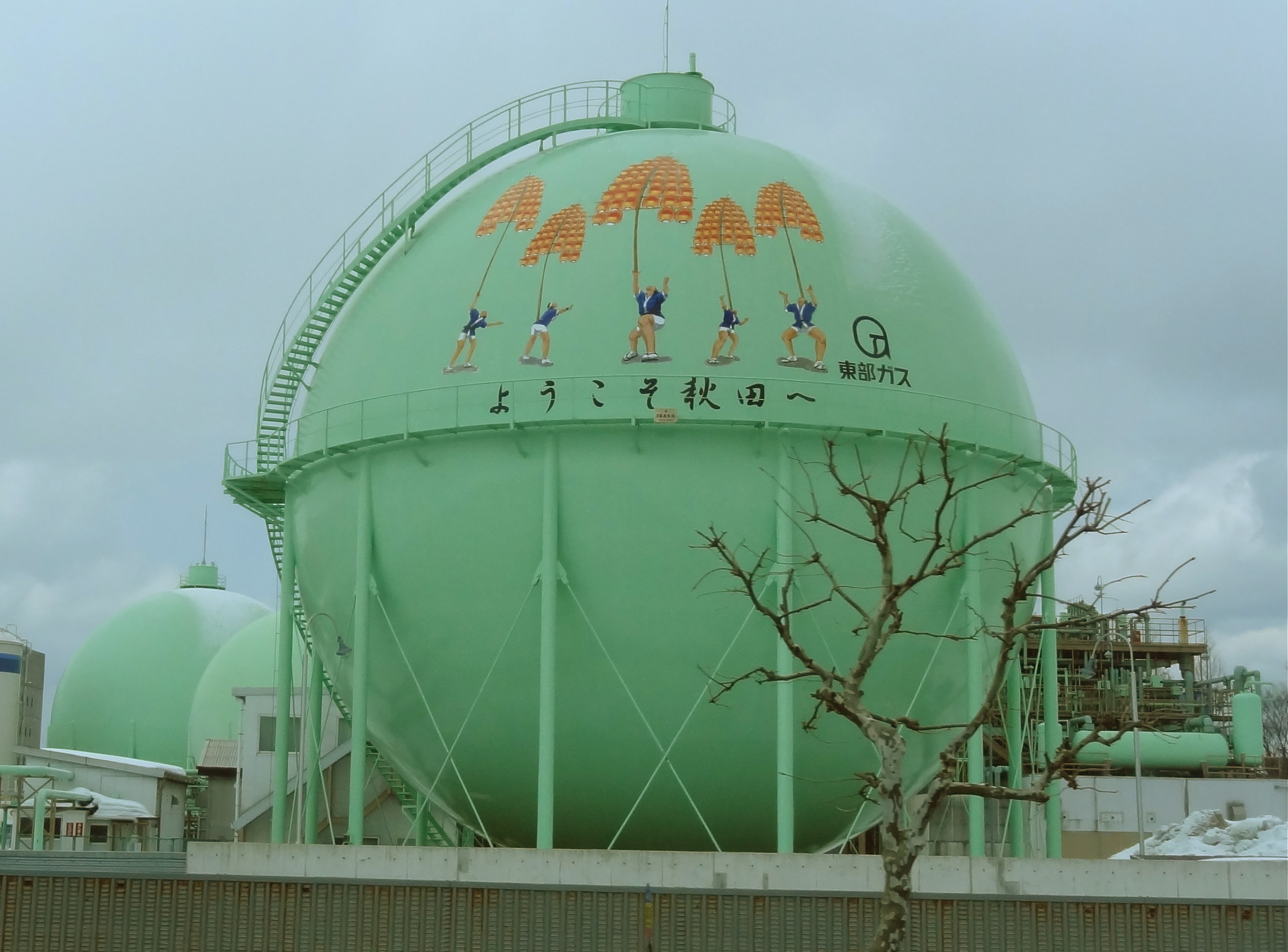
ガスホルダー（秋田市）
竿燈のイラスト付

東部ガス株式会社（とうぶガス、登記上の商号: 東部瓦斯株式会社）は秋田県・福島県・茨城県の一部を営業エリアとする一般ガス事業者である。

## 沿革
- 1911年5月26日 - 秋田市に前身の秋田瓦斯株式会社創立。
- 1926年5月 - 秋田瓦斯株式会社は大日本電力株式会社の傘下に入り、同社のガス部門になる。
- 1936年5月 - 東部電力株式会社を合併し、郡山市・平市(当時)を供給区域にする。
- 1937年5月1日 - 大日本電力株式会社からガス部門が分離し、旭瓦斯株式会社として独立。
- 1943年7月 - 茨城瓦斯株式会社を合併して水戸市・土浦市を供給区域にする。
- 1946年1月 - 社名を東北瓦斯株式会社に変更。
- 1948年12月 - 社名を現在の東部瓦斯株式会社に変更。
- 1982年4月 - 守谷町（当時）で供給を開始。
- 2001年4月1日 - 秋田市ガス局を譲受。

## 営業エリア
- 一般ガス事業
  - 秋田県秋田市
  - 福島県郡山市・いわき市
  - 茨城県水戸市・茨城町・笠間市（旧・岩間町町域）・土浦市・阿見町・かすみがうら市・石岡市・守谷市・常総市・つくばみらい市（旧・谷和原村村域）
※ただし、このいずれも、主に常磐線・常総線駅を中心とした市街地に限定され、その全域で供給を行っているわけではない。茨城瓦斯の最古の供給地である水戸市・土浦市も、市内の家庭向け需要家の大部分がLPガス世帯である。

- 簡易ガス事業
  - 福島県郡山市（高倉団地、警察官待機宿舎）

## 関連会社
- 東部ガスリビングサービス株式会社
- 東部液化石油株式会社
- 銚子ガス
- 釜石ガス